# LasseMajas detektivbyrå (tv-serie)
LasseMajas detektivbyrå er en svensk TV-serie der blev sendt som Julkalendern i Sveriges Television 1.–24. december 2006. TV-serien er baseret på bogserien LasseMajas detektivbyrå af Martin Widmark og Helena Willis. Den blev indspillet i Sveriges Televisions studioer i foråret 2006.

## Fodnoter
1. ↑  Svensk mediedatabas (SMDB)
2. ↑  "::: www.jultradition.se :::". Arkiveret fra originalen 25. april 2012. Hentet 31. oktober 2012.
3. ↑  http://svt.se/2.60728/jul_2006_start